# Suki. Dakara suki
Suki. Dakara suki (jap. すき。だからすき) – manga grupy Clamp, znana również pod tytułem Suki: A Like Story. W Japonii została wydana przez wydawnictwo Kadokawa Shoten. 

## Opis fabuły
Suki przedstawia historię Hinaty Asahi (zwanej również Hina), dziecinnej nastolatki mającej obsesję na punkcie pluszowych misiów. Mieszka samotnie. Na początku historii do pustego domu w sąsiedztwie przeprowadza się Shirou Asou, jej nowy nauczyciel. Staje się on jej pierwszą miłością i wydaje się, że z wzajemnością. Jednakże w ciągu trawnia historii to proste uczucie staje się coraz bardziej skomplikowane.

## Postacie
Hinata Asahi (jap. 旭ひなた Asahi Hinata)lubi, gdy przyjaciele wołają na nią Hina. Ma 16 lat i świetne się uczy, ale ma nadal bardzo naiwna i widzi świat z dziecięcym zdumieniem i niewinnością. Hina wybrała życie na własną rękę z powodu sytuacji rodzinnej, wraz z dwoma pluszowymi miśkami Waka i Tono oraz ze swoim nowym kocim przyjacielem. Jej ojciec jest dyrektorem szkoły i biznesmenem. Wynajął Shirou Asou na ochroniarza i zastępczego nauczyciela dla Hinaty, by uchronić ją od ponownego porwania. Jej ojciec zawsze opłaca okup bez względu na jego wysokość, więc Hina była już wielokrotnie porywana. Z biegiem akcji jej uczucia do Shirou ewoluują.
Shirou Asou (jap. 麻生史郎 Asō Shirō)z pozoru chłodny i nieczuły, 32-letni Shirou przeprowadza się do wolnego domu sąsiadującego z mieszkaniem Hiny i pełni funkcję jej nowego, zastępczego nauczyciela. Ojciec Hinaty wynajął go jednakoż głównie po to, by chronił ją przed kolejnym porwaniem. Niepomny na uczucie jakie do niego żywi Hina, zdaje się ją traktować jak podczas każdej innej pracy. Później uświadamia sobie swoje uczucia, lecz odrzuca je. Już kiedyś zakochał się w swojej klientce, ale zawsze na wspomnienie o niej gryzie go sumienie. Kobieta ta, by ocalić jego życie, sama nastawiła się na linię kuli. Przeżyła, jednakże musiała powrócić do swojego kraju.
Touko Shinohara (jap. 篠原燈子 Shinohara Tōko)najlepsza przyjaciółka Hiny. Wydaje się żywić bardzo ciepłe uczucia do Hiny, odrzuca oferty składane jej przez wielu chłopców. Jednocześnie bardzo posmutniała, gdy dowiedziała się od Hiny, jaka ona jest szczęśliwa, gdy widzi Shirou także szczęśliwym.
Emi Kishitani (jap. 岸谷笑 Kishitani Emi)przyjaciółka Hiny. Lubi zawsze głośno wyrażać swoją opinię, zwłaszcza o tym jak to Hina jest strasznie naiwna i dziecinna. Ojciec Emi pożyczył sporą sumę pieniędzy od yakuzy, ale nie ma jak ich zwrócić. Emi snuje spisek jak pomóc ojcu w porwaniu Hiny, by ojciec zyskał pieniądze i mógł spłacić pożyczkę. Jednakże udaremniono ten czyn, a naiwna Hinata przebaczyła jej i zaproponowała, że pożyczy jej swoje pieniądze.
Tomoaki Namiya (jap. 奈宮智秋 Namiya Tomoaki)Hina woła na niego Tomo-kun, jak nikt do niego nie wołał od dziesięciu lat. Tomo jest znanym 21-letnim pisarzem. Gatunki, w jakich pisze, to erotyki i literatura dziecięca. Tomo jest autorem ulubionych serii książek dla dzieci Hiny, a wszystkie są o pluszakach. Podobnie jak Hina, Tomo również wynajął ochroniarza. Jest także beztroski i czasem trudno z nim wytrzymać.
Masaya Kizu (jap. 祈津昌也 Kizu Masaya)jest kolegą Shirou, którzy oboje pracują dla Sekretnej Policji. Aktualnie jest zatrudniony jako ochroniarz Tomo, pobudki są niewyjaśnione w mandze.

## Crossover
- liceum Outo to szkoła, do której uczęszcza Hina i która zatrudnia Shiro, pojawia się również w mandze Legal Drug (zarówno jak Shiro i Hina).
- Tomo później tworzy serię książek, do których zainspirowała go Hina i Shirou, bardzo podobne do tych występujących w Chobits, innej mangi Clamp. Praca ta została nazwana Suki.
- Caffeo Piffle Princess to ulubiona kawiarnia Tomo, w której lubi pisać swoje książki. Jest ona tematycznie związana z Piffle Princess, słodką postacią-maskotką, która często pojawia się w Suki, a jej nazwa często przewija się w innych mangach Clamp.